# Otáez (Messico)
Otáez è un comune del Messico, situato nello stato di Durango, il cui capoluogo è la località omonima.